# Lied der jungen Naturforscher

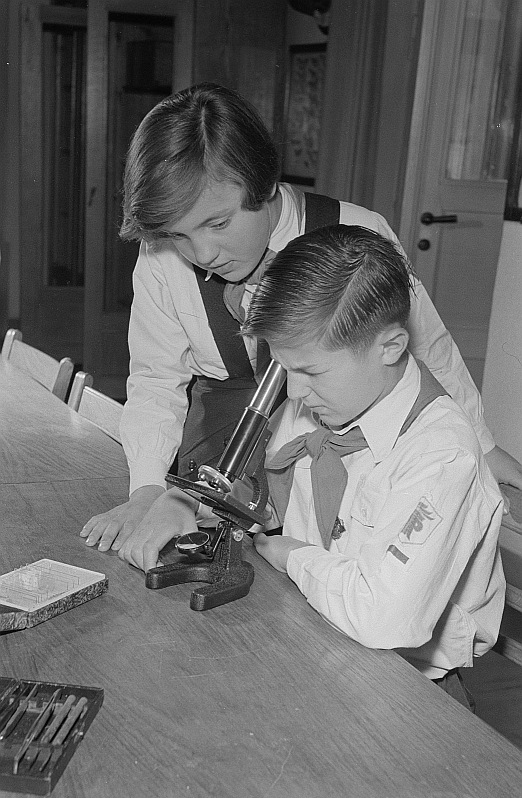
Zwei Jungpioniere an einem Mikroskop

Das Lied der jungen Naturforscher („Die Heimat hat sich schön gemacht …“) ist ein Lied, das von Gerd Natschinski mit einem Text von Manfred Streubel komponiert wurde. Es wurde 1952 zuerst für den DEFA-Dokumentarfilm Blaue Wimpel im Sommerwind geschrieben und entwickelte sich zu einem der bekanntesten Lieder der Pionierorganisation Ernst Thälmann (Pionierlied) in der DDR.

## Entstehung
Das Lied der jungen Naturforscher wurde für den DEFA-Dokumentarfilm Blaue Wimpel im Sommerwind geschrieben, der 1952 produziert und ausgestrahlt wurde. Die Melodie wurde von Gerd Natschinski komponiert, einem der bekanntesten Komponisten der DDR. Der Text stammte aus einem Gedicht des Lyrikers und Kinderbuchschriftstellers Manfred Streubel, der zu dieser Zeit für die Pionierzeitschrift Fröhlich sein und singen (FRÖSI) arbeitete.

## Text des Liedes
Der Text des Liedes der jungen Naturforscher beginnt mit einer lyrischen Beschreibung der schönen Natur der Heimat, die sich „schön gemacht“ hat, um die jungen Naturforscher zu „beglücken“. Dabei spiegeln die Wellen „ihre Pracht wie frohe Augen klar“ und die Tannen „tun geheimnisvoll“.

„Die Heimat hat sich schön gemacht und Tau blitzt ihr im Haar.

Die Wellen spiegeln ihre Pracht wie frohe Augen klar.“

Auch die zweite Strophe beschreibt die Natur und das Verhältnis der jungen Naturforscher zu dieser. Sie führt den Duktus der ersten Strophe fort, erklärt jedoch auch, dass als aktuell wertlos betrachtete Teile dieser Natur durch die Erforschung zur Produktion reicher Ernten umgewandelt werden sollen („reichlich ernten werden wir, wo heut noch Sumpf und Sand“).
Es beschreibt in den weiteren Strophen, wie die Naturforscher diese Natur erforschen. Sie „brechen in das Dunkel ein, verfolgen Ruf und Spur“ und die Natur wird sich ihnen erst „fügen“, wenn sie „wissend“ sind. Zum Ende des Liedes wird der Bezug zur Heimat wieder hergestellt und setzt damit den Rahmen für den Text: „Die Heimat hebt ihr Angesicht und lächelt sonnenwärts“.

„Wir brechen in das Dunkel ein, verfolgen Ruf und Spur.

Und werden wir erst wissend sein, fügt sich uns die Natur.

Die Blume öffnet sich dem Licht, der Zukunft unser Herz.

Die Heimat hebt ihr Angesicht und lächelt sonnenwärts.“

## Rezeption

Emblem der Pionierorganisation Ernst Thälmann

Das Lied der jungen Naturforscher war eines der bekanntesten Lieder der Pionierorganisation Ernst Thälmann und wurde entsprechend häufig bei Aktivitäten der Jungpioniere, der Thälmann-Pioniere und der Freien Deutschen Jugend (FDJ) gesungen und war allgemein bekannt. Es war Bestandteil des Kanons der Pionierlieder und tauchte entsprechend in Liederbüchern der Organisation, Chorbüchern und anderen Liederbüchern der DDR auf. Laut einem Beitrag des Mitteldeutschen Rundfunks (MDR) von 2007 haben „Generationen von Kindern in der DDR […] dieses Lied lernen und singen müssen“ und war es „eines der berühmtesten Pionierlieder überhaupt“. Es wurde zudem von verschiedenen Chören der DDR gesungen und als Tonträger vertrieben.
Wie bei den meisten anderen Pionierliedern nahmen das Interesse und die Rezeption des Liedes nach der Deutschen Wiedervereinigung stark ab, und es wird heute als Teil der DDR nur noch ostalgisch oder historisch betrachtet. Als deutsches Liedgut und aufgrund der Verklärung der Heimat wurde das Lied mit anderen Liedern der DDR allerdings unter anderem von Gruppen der Neuen Rechten wie etwa dem Bund Heimattreuer Jugend – Der Freibund aufgegriffen und wurde im von dieser Vereinigung herausgegebenen Liedbuch Fahrtenpass von 1995 abgedruckt.

## Belege
1. 1 2  Das Schicksal des Dichters Manfred Streubel: "Lasst alle Blumen blühen…". Dossier zum Leben von Manfred Streubel beim Mitteldeutschen Rundfunk (MDR), 2007
2. 1 2  Werke von "GERD NATSCHINSKI" (1928-2015) auf deutscheslied.com, Website des in Kanada lebenden Hubertus Schendel; Auflistung einiger Liederbücher, in denen „Die Heimat hat sich schön gemacht …“ aufgenommen wurde.